# Pseudaeolus
Pseudaeolus is een geslacht van kevers uit de familie  
kniptorren (Elateridae).
Het geslacht is voor het eerst wetenschappelijk beschreven in 1891 door Candèze.

## Soorten
Het geslacht omvat de volgende soorten:
- Pseudaeolus australis (Candèze, 1859)
- Pseudaeolus bimaculatus Carter, 1939
- Pseudaeolus suillus (Candèze, 1878)
- Pseudaeolus versicolor (Candèze, 1882)
- Pseudaeolus waggae (Candèze, 1882)
- Pseudaeolus zigzag Carter, 1939